# Pink Floyd: Animal Instincts
Pink Floyd: Animal Instincts – bootleg brytyjskiej grupy rockowej Pink Floyd. Album przedstawia koncert zarejestrowany 9 maja 1977 na Oakland-Alameda County Coliseum w Oakland.

## Lista utworów
Album zawiera utwory:
CD 1
1. Sheep – 11:12
2. Pigs On The Wing, part 1 – 2:13
3. Dogs – 18:25
4. Pigs On The Wing, part 2 – 2:22
5. Pigs(Three Different Ones) – 17:31
6. Shine on You Crazy Diamond parts I-V – 13:36
7. Welcome to the Machine – 8:01

CD 2
1. Have a Cigar – 6:48
2. Wish You Were Here – 6:05
3. Shine on You Crazy Diamond parts VI-IX – 21:24
4. Money – 10:17
5. Us and Them – 7:45
6. Careful With That Axe, Eugene – 9:58